# Lutfiyar Imanov
Lutfiyar Imanov (nom complet : Lütfiyar Müslüm öğlu İmanov), né le 17 avril 1928 dans le village de Petropavlovka (actuelle ville de Sabirabad, en Azerbaïdjan) et mort le 21 janvier 2008 à Bakou, est un chanteur ténor dramatique d'opéra soviético-azerbaïdjanais et un professeur de musique. 
En 1977, il est décoré du titre d'artiste du peuple de l'URSS[réf. nécessaire].

## Biographie
Lutfiyar Imanov est né le 17 avril 1928 dans le village de Petropavlovka (actuelle ville de Sabirabad, en Azerbaïdjan). Très tôt, il s'intéresse à l'art. Il commence son activité professionnelle en 1943 à l'âge de 15 ans en tant qu'acteur dans le théâtre dramatique d'État de Sabirabad. À 18 ans, il dirige un cercle de théâtre. À partir de 1948, il travaille comme directeur artistique à la maison de la culture de la ville de Sabirabad. En 1957, il est diplômé du département de chant du Collège Musical de Bakou. Il est diplômé en 1968 de la section de théâtre de l'Université d'État de la Culture et des Arts d'Azerbaïdjan.
Il meurt le 21 janvier 2008 à Bakou et est enterré dans l'Allée d’honneur.

### Carrière
Lutfiyar commence sa carrière en 1954. Pendant deux ans, il est soliste du chœur de la télévision et de la radio d'Azerbaïdjan, avant de travailler jusqu'en 1959 pour le Théâtre musical académique d'État d'Azerbaïdjan, où il chantera comme soliste durant l'année 1956.
En 1957, il fait ses débuts dans le rôle-titre de l'opéra Korogly d'Uzeyir Hajibeyov à Moscou.
De 1958 jusqu'à la fin de sa vie, il restera entre autres soliste du Théâtre académique d'opéra et de ballet de l'Azerbaïdjan.
Il a effectué en 1965 un stage au Théâtre Bolchoï à Moscou et à La Scala de Milan en 1975.
Depuis 1968, il est apparu dans les rôles principaux de plus de 30 opéras. Il a effectué des tournées à l'étranger, notamment en Iran, en Italie, en Allemagne, en Inde, au Canada, aux États-Unis, en Tchécoslovaquie, en Turquie et dans plusieurs pays arabes.

### Activité pédagogique
À l'époque soviétique, il enseigne en tant que professeur de musique au Conservatoire d'État d'Azerbaïdjan, et, en 1991-1995, aux opéras d'Istanbul et d'Izmir.
En 1987-1991, il est président du Syndicat des travailleurs de théâtre d'Azerbaïdjan.
En 1980 et 1985, il est député du Soviet suprême de la RSS d'Azerbaïdjan.